# Halmstadsutställningen 1929
Halmstadsutställningen 1929 ägde rum 20 juni–5 augusti och invigdes av kung Gustaf V.
Utställningen arrangerades på initiativ av Halmstads hantverks- och industriförening och syftet var att visa upp vad Halland hade att erbjuda inom hantverk, industri och konst.
Utställningsområdet låg omkring Högre Allmänna Läroverket i Halmstad och utöver läroverkets byggnader byggdes ett antal utställningshallar upp på området.
På vindsvåningen i läroverkets annex fanns en utställning med modern halländsk konst. Egon Östlund var ansvarig för den moderna konstavdelningen och han bjuder då in de lokala konstnärerna Axel Olson, Erik Olsson, Sven Jonson, Waldemar Lorentzon, Stellan Mörner och Esaias Thorén. Alla sex konstnärerna tackade ja till att medverka och detta kom att bli starten för bildandet av Halmstadgruppen.
Förutom att lyfta lokala företag och konstnärer såg drätselkammaren i Halmstad det som ett utmärkt tillfälle att öka turismen i staden och därmed ökade ekonomiska intäkter. I den återkommande rapporteringen i Hallandsposten från utställningen omnämns Halmstad som en badort tillsammans med Tylösand ett flertal gånger och kung Gustaf V gjorde även ett besök i Tylösand efter invigningen av utställningen.